# Sint-Antoniusbeeld

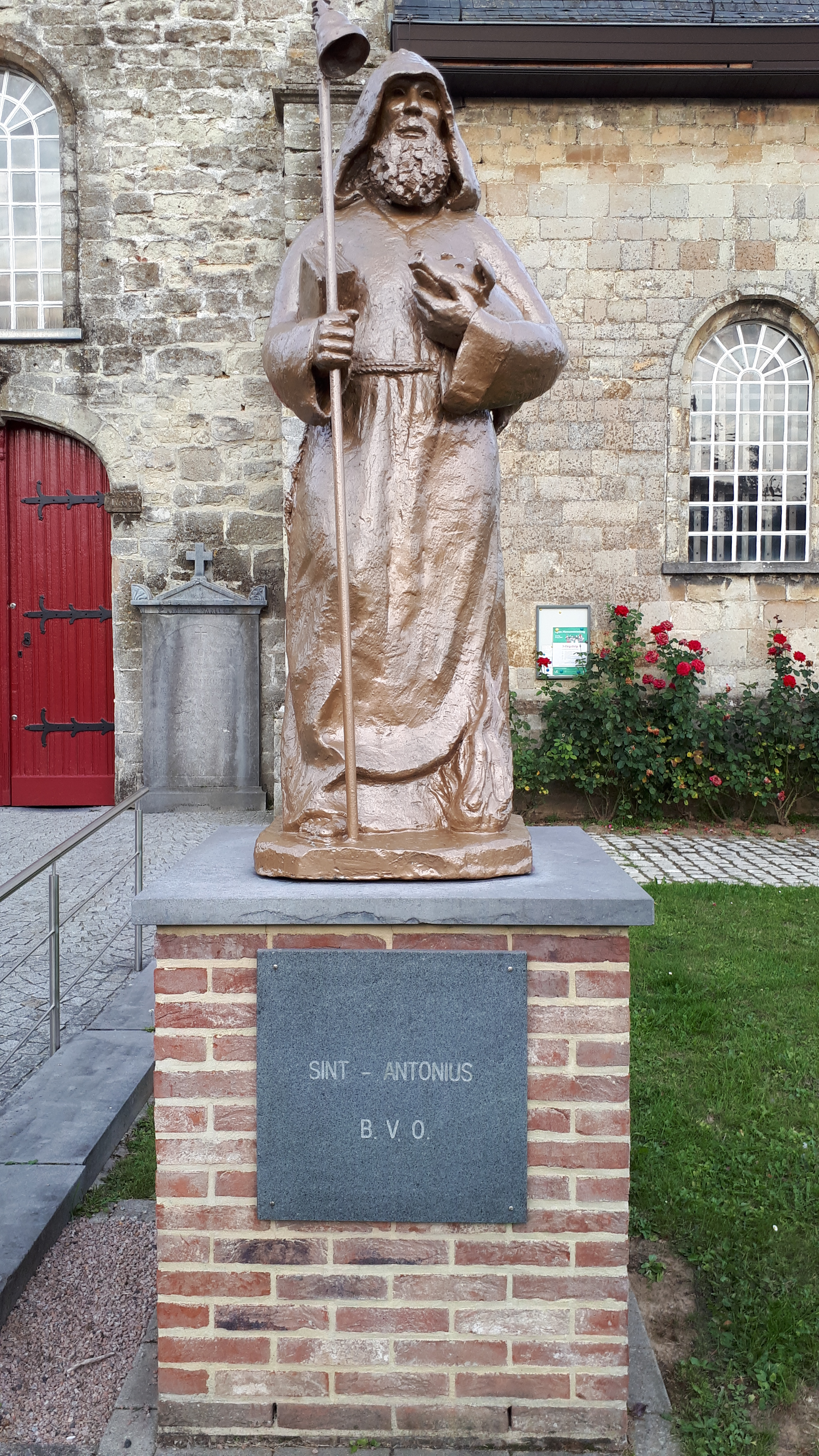
Het Sint-Antoniusbeeld

Het Sint-Antoniusbeeld is een sculptuur in Essene, een deelgemeente van de Belgische gemeente Affligem. Het werd vervaardigd door de kunstenaar André Dumont.
Het beeld, ingewijd in december 1979 stelt Sint-Antonius van Egypte voor, ook Sint-Antonius-abt genoemd. Het beeld speelt een centrale rol in de plaatselijke Sint-Antoniusviering, georganiseerd door de plaatselijke Sint-Antoniusgilde. De gilde verkoopt dan offergaven per opbod waaronder onder meer een levend biggetje, in 2004 verkocht voor 120 euro. Een varken is in het Westen het attribuut van deze heilige.
Met de opbrengst financiert men het onderhoud van de plaatselijke kapelletjes en het Sint-Antoniusbeeld.